# Escudo de Sucre (Colombia)
El Escudo de Sucre es el principal emblema y uno de los símbolos oficiales del departamento colombiano de Sucre. Fue adoptado por medio del decreto 376 del 2 de julio de 1974.

## Blasonado
Escudo de forma francesa, medio partido y cortado. Primero, en campo de plata y azur, un cebú de plata. Segundo, de gules, una cornucopia de oro con frutos de la región, en colores naturales. Tercero, campo paisajista, con playas de sinople, mar de azur, y veleros, palmeras y cielo de su color. Al timbre, sol naciente de oro.

## Diseño y significado de los elementos
El escudo tiene una forma francesa, cuya proporción es de seis dimensiones de longitud por cinco de latitud. Está dividido en tres cuarteles, dos ubicados en la parte superior y uno que ocupa toda la parte inferior.
En el cuartel derecho se halla medio cuerpo de una res cebú, por ser considerada Sincelejo en esa época, capital cebuista de Colombia. El cuartel izquierdo contempla un cuerno de la abundancia, aludiendo la riqueza de los campos sucreños.
Finalmente el campo inferior presenta un paisaje costero como símbolo de los mares que bañan las costas del departamento.